# Теракт в Могадишо (2022)
29 октября 2022 года возле здания Министерства образования Сомали в центре Могадишо (столицы Сомали) произошёл террористический акт. Были подорваны два автомобиля. Погибли не менее 100 человек, пострадали не менее 300.

## События
В субботу, 29 октября 2022 года, возле здания Министерства образования Сомали в центре Могадишо произошли два подрыва автомобиля террористами-смертниками. Первый взрыв прогремел в 14:00. Второй взрыв прогремел через несколько минут, когда машины скорой помощи прибыли на место первого взрыва. Второй взрыв произошел в оживлённое обеденное время возле ресторана. От обоих взрывов выбило стекла в близлежащих зданиях. Работник местной скорой помощи сказал, что в результате второго взрыва загорелись машины скорой помощи, когда они перевозили пострадавших. Один водитель и работник скорой помощи получили ранения.